# Microrégion de Porto Alegre
La microrégion de Porto Alegre est une des microrégions du Rio Grande do Sul appartenant à la mésorégion métropolitaine de Porto Alegre. Elle est formée par l'association de vingt-deux municipalités. Elle recouvre une aire de 5 588,724 km2 pour une population de 3 754 096 habitants (IBGE - 2005). Sa densité est de 665,2 hab./km2. Son IDH est de 0,829 (PNUD/2000). Elle est bordée par le rio Guaíba et la Lagoa dos Patos.

## Municipalités[1]
- Alvorada
- Araricá
- Cachoeirinha
- Campo Bom
- Canoas
- Eldorado do Sul
- Estância Velha
- Esteio
- Glorinha
- Gravataí
- Guaíba
- Mariana Pimentel
- Nova Hartz
- Nova Santa Rita
- Novo Hamburgo
- Parobé
- Porto Alegre
- São Leopoldo
- Sapiranga
- Sapucaia do Sul
- Sertão Santana
- Viamão

## Microrégions limitrophes
- Gramado-Canela
- Osório
- Camaquã
- São Jerônimo
- Montenegro